# Diego Osella
Diego Osella, né le 4 septembre 1969 à Oncativo, dans la province de Córdoba en Argentine, est un ancien joueur argentin de basket-ball. Il évolue au poste de pivot.

## Palmarès
- 3e du Tournoi des Amériques 1993
- Finaliste du Tournoi des Amériques 1995
- Champion d'Argentine 1988, 1990, 1992, 1998, 1999, 2009
- Vainqueur de la coupe d'Argentine 2004
- Vainqueur de la Liga Sudamericana 2004